# Susanne Bergmann
Susanne Bergmann es una deportista alemana que compitió en vela en la clase 470. Ganó una medalla de plata en el Campeonato Europeo de 470 de 1994.

## Palmarés internacional
| \| Campeonato Europeo \| Campeonato Europeo \| Campeonato Europeo \| Campeonato Europeo \| \| Año \| Lugar \| Medalla \| Clase \| \| ------------------ \| ------------------ \| ------------------ \| ------------------ \| \| 1994 \| Röbel (Alemania) \| Medalla de plata \| 470 \| |                  |                  |       |
| Campeonato Europeo |                  |                  |       |
| Año | Lugar            | Medalla          | Clase |
| 1994 | Röbel (Alemania) | Medalla de plata | 470   |